# 1900 en musique
| \| • Retour à la chronologie générale de la musique populaire • \| |
| XXIe siècle • XXe siècle • XIXe siècle • XVIIIe siècle XVIIe siècle • XVIe siècle • XVe siècle • XIVe siècle XIIIe siècle • XIIe siècle • XIe siècle • Xe siècle IXe siècle • VIIIe siècle • Haut Moyen Âge • Rome • Grèce |
| • Retour à la chronologie générale de la musique populaire • |

| • Retour à la chronologie générale de la musique populaire • |

| Années de la musique populaire : 1897 - 1898 - 1899 - 1900 - 1901 - 1902 - 1903    |
| Décennies de la musique populaire : 1870 - 1880 - 1890 - 1900 - 1910 - 1920 - 1930 |

Cet article présente les faits marquants de l'année 1900 en musique.

## Événements
- 1er mai : la parution du magazine Billboard devient hebdomadaire. Il traite des foires, des tent shows et des carnavals. Après l'ajout, à la fin 1901, du théâtre à son domaine de couverture, la musique populaire devient dès 1904 une part de plus en plus importante de sa publication[1].
- La compagnie des Rabbit's Foot Minstrels de Pat Chapelle effectue sa première tournée aux États-Unis durant l'été[2].
- Printemps : Eldridge R. Johnson commence à publier ses premiers disques commerciaux (disques de 7 pouces) sous le nom de label Improved Gram-o-Phone Record. En octobre, la société deviendra la Victor Talking Machine Company[1].

## Naissances
- 1er janvier : Xavier Cugat, musicien espagnol, le « Roi de la rumba », († 23 octobre 1990).
- 12 février : Pink Anderson, chanteur et guitariste de blues américain, († 12 octobre 1974).
- 2 mars : Kurt Weill, compositeur allemand († 3 avril 1950).
- 6 août : Willie Brown, guitariste et chanteur de blues américain (+ 30 décembre 1952).
- 12 septembre : Texas Alexander, chanteur américain de blues (+ 16 avril 1954).